# Comuna Trpanj, Dubrovnik-Neretva
Trpanj este o comună în cantonul Dubrovnik-Neretva, Croația, având o populație de 721 de locuitori (2011).

## Demografie
Componența etnică a comunei Trpanj
     Croați (93,9%)
     Bosniaci (1,53%)
     Sârbi (1,11%)
     Necunoscut (1,66%)
     Neclasificat (1,25%)
Componența confesională a comunei Trpanj
     Catolici (88,9%)
     Fără religie și atei (2,5%)
     Musulmani (1,66%)
     Ortodocși (1,39%)
     Necunoscută (4,3%)
     Alte religii (1,25%)
Conform recensământului din 2011, comuna Trpanj avea 721 de locuitori. Din punct de vedere etnic, majoritatea locuitorilor (93,9%) erau croați, existând și minorități de bosniaci (1,53%) și sârbi (1,11%). Apartenența etnică nu este cunoscută în cazul a 1,66% din locuitori. Din punct de vedere confesional, majoritatea locuitorilor (88,9%) erau catolici, existând și minorități de persoane fără religie și atei (2,5%), musulmani (1,66%) și ortodocși (1,39%). Pentru 4,3% din locuitori nu este cunoscută apartenența confesională.